# 閑山島
閑山島（ハンサンド）は、大韓民国慶尚南道統営市閑山面に属する島。面積14.785平方キロメートル。見乃梁海峡の南に位置する。園芸植物の栽培や漁業が盛ん。閑麗海上国立公園の中心。
1592年、文禄の役では島の北方水域で閑山島海戦が戦われ朝鮮水軍が勝利した。1593年に三道水軍統制営が設置され、朝鮮水軍の総司令部として機能する。1597年、慶長の役初頭に漆川梁海戦が起こり朝鮮水軍が敗れると、閑山島も陥落する。以後、李氏朝鮮は戦争終結まで島を奪還することができなかった。